# تاو نوترینو
تاو نوترینو، (به انگلیسی: Tau Neutrino) که با {\displaystyle \nu _{\tau }} نشان داده می‌شود، یکی از ذرات بنیادی زیراتمی است که بار الکتریکی ندارد. این نوع نوترینو همراه با ذره تاو، نسل سوم لپتون‌ها را تشکیل می‌دهد و به این دلیل تاو نوترینو نامیده می‌شود.